# Doğanalan
Doğanalan ist ein Dorf (Köy) im Landkreis Çemişgezek der türkischen Provinz Tunceli. Im Jahre 2011 lebten in Doğanalan 47 Menschen.